# Vincetoxicum mugodsharicum
Vincetoxicum mugodsharicum är en oleanderväxtart som beskrevs av Evgeniia Georgievna Pobedimova. Vincetoxicum mugodsharicum ingår i släktet tulkörter, och familjen oleanderväxter. Inga underarter finns listade i Catalogue of Life.